# Freelance
Freelance (dall'inglese freelance worker) è un termine della lingua inglese indicante un soggetto che opera come libero professionista per diverse società o organizzazioni, senza avere alcun rapporto di dipendenza con esse. Il termine, usato anche nella lingua italiana, ha un significato generico, non essendo legato ad alcun settore specifico di attività.
La parola deriva dall'omonimo termine della lingua inglese usato per un mercenario (free-lance, letteralmente "lancia indipendente" o "lancia libera"), cioè un soldato professionista che non è legato a un corpo o un comandante specifico, ma che si mette agli ordini di chiunque lo paghi.

## Storia
Il termine fu coniato da Walter Scott nel suo famoso romanzo storico Ivanhoe (1819) per descrivere un "soldato mercenario medievale". Negli anni successivi il significato del termine si allargò ad altri settori. La transizione ad un sostantivo figurato fu registrata intorno al 1860; il termine fu riconosciuto come verbo nel 1903 da varie autorità linguistiche, come il Dizionario Oxford.

## Caratteristiche
In generale, il termine inglese freelance corrisponde sostanzialmente all'italiano "libero professionista" o "lavoratore autonomo". Spesso, nel linguaggio tecnico economico il termine freelance (o "partita iva") è utilizzato con un significato più restrittivo di quello generico. Infatti, un libero professionista (un avvocato, ad esempio) che, lavorando in proprio, ha i suoi clienti diretti, non è considerato un freelance. Invece, qualora il libero professionista presti il proprio operato per diverse organizzazioni (tra le cui attività rientra anche quella svolta dal libero professionista), allora il libero professionista è un freelance. Infatti, in questo caso, il soggetto non ha clienti (utilizzatori, pazienti, assistiti, ecc.) diretti ma indiretti, resi disponibili dai committenti. Nell'esempio di prima, l'avvocato che lavora per diversi studi legali diventa un freelance proprio perché ha clienti indiretti. Un libero professionista (o lavoratore autonomo) che presti la sua opera sia per clienti indiretti che per committenti diretti (situazione mista) rimane un freelance.
La libertà entro la quale si svolge la prestazione dell'attività lavorativa viene ritenuta sovente caratteristica fondamentale per distinguere la figura. Tuttavia oggi il freelance è spesso accostato al precariato, anche se ciò non è sempre vero, dato che molti non hanno alcun interesse economico o personale a legarsi ad un solo committente oppure a essere dipendente (o anche socio o associato) di una sola impresa. Questo avviene soprattutto nei casi in cui il professionista è estremamente competente e ha numerose opportunità di lavoro; di conseguenza vuole sfruttare il suo potere contrattuale. All'altro estremo, molti freelance lo sono solo sulla carta essendo titolari di partita IVA, ma dipendenti di fatto (vengono a volte denominati "collaboratori a partita iva fissi"): questo, in generale, è contro i loro interessi (situazione tipica del mondo degli studi professionali per i post-abilitati che non siano "elevati" poi ad associati o soci ma la stessa cosa accade anche nelle libere professioni non ordinistiche). Tuttavia, esistono freelance titolari di partita IVA che hanno clienti diretti e decidono le proprie tariffe, basate su abilità, esperienza e altri fattori discriminanti per essere scelti rispetto alla concorrenza.

## Settori di attività
Alcuni esempi sono le professioni di avvocato, commercialista, giornalista, operatore video, medico e veterinario, nelle quali i fruitori del servizio fanno affidamento sull'autonomia intellettuale e sulle capacità professionali del freelance.

### Operatore video e Giornalismo
Nel mondo giornalistico, ed anche degli operatori video, chi fornisce con frequenza servizi o fotografie e video a un'agenzia di stampa ed è pagato per ogni pezzo pubblicato è chiamato «stringer». La cadenza con cui i servizi vengono offerti all'agenzia può variare, spesso gli stringer vengono utilizzati per le notizie dell'ultim'ora, quando è difficile raggiungere rapidamente il luogo dell'evento. In comunicazione, il termine freelance identifica più spesso figure di collaboratori esterni di agenzie di pubblicità, come possono essere un copywriter o un direttore artistico non direttamente assunti, ma incaricati di svolgere un particolare lavoro per conto dell'agenzia stessa.

### Marketing Digitale
Il marketing digitale è un settore in forte crescita in Italia, con una domanda crescente di professionisti freelance specializzati. Secondo un articolo de Il Sole 24 Ore, l'Italia è il paese con il numero maggiore di freelance in Europa, con una percentuale del 19,3% di lavoratori indipendenti sul totale degli occupati, superata solo dalla Grecia.
Questi professionisti includono esperti in SEO (ottimizzazione per i motori di ricerca), social media marketing, content marketing, email marketing e gestione di campagne pubblicitarie online. Le aziende si rivolgono a questi professionisti per sviluppare strategie di marketing personalizzate, migliorare la visibilità online e acquisire nuovi clienti. Piattaforme digitali e agenzie di marketing sono tra i principali committenti di freelance in questo settore.

### Istruzione
Il settore privato della formazione e dell'istruzione fa molto uso di istruttori e docenti non dipendenti o assimilabili in quanto svolgono l'attività per più soggetti e/o esercitano una libera professione oppure svolgono attività di imprenditori.

### Organizzazione aziendale
Anche il mondo della consulenza aziendale (imprese o enti pubblici) vede un ricorso massiccio di consulenti free-lance oltre a quelli "interni" (parasubordinati, dipendenti, associati, soci). Si tratta di collaboratori, titolari di partita IVA, che prestano la loro opera per diverse società di consulenza e/o per committenti propri (clienti diretti). Soprattutto per le realtà più strutturate che devono fornire un numero elevato di servizi complessi e specialistici o hanno molte commesse attive, l'utilizzo dei free-lance è pressoché scontato, specie quando il committente necessita di un team di progetto articolato. Tale situazione è tipica dell'area della consulenza direzionale.
Il mondo finanziario e assicurativo è un altro dove tipicamente si utilizzano prevalentemente lavoratori fissi a partita iva e freelance: il promotore finanziario o l'agente o subagente assicurativo sono due tipici esempi di professioni svolte da personale non dipendente o assimilabile. Il vasto settore dell'intermediazione finanziaria fa ricorso massiccio a queste forme di collaborazione (a parte il personale direttivo e di staff) ma è, in generale, l'intermediazione in sé (immobiliare, commerciale, d'affari, ecc.) che si presta per sua natura a questa peculiarità.

### Sanità
Sia nel settore pubblico che in quello privato (ospedali, cliniche, ambulatori, centri di riabilitazione o degenza, ecc.) molto personale è tipicamente free-lance, non solo per avere maggiore flessibilità ma anche per poter offrire una vasta gamma di servizi. Inoltre, i professionisti di alto livello non avrebbero alcun interesse pratico a legarsi ad un solo datore di lavoro.

### Tecnologie informatiche
L'ICT è un notevole e tradizionale bacino di utilizzo di freelance. In generale, i servizi (specie quelli del Terziario avanzato) sono il macrosettore che raccoglie il maggior numero di professionalità.

## Piattaforme informatiche
Esistono molteplici modi di praticare lavori freelance, anche online, tramite l'impiego di apposite piattaforme. Alcune delle più famose piattaforme per freelance sono le seguenti:
- Fiverr
- Freelancer.com
- UpWork

Inoltre, l'automazione e l'intelligenza artificiale stanno rapidamente influenzando anche il mercato del lavoro freelance. Molti professionisti si stanno adattando a queste nuove tecnologie per rimanere competitivi, aggiornando le proprie competenze in settori come data science, machine learning e sviluppo software.